# Mallomys istapantap
Mallomys istapantap és una espècie de mamífer rosegador de la família dels múrids. Viu a altituds d'entre 2.450 i 3.850 msnm a Indonèsia i Papua Nova Guinea. Els seus hàbitats naturals són els boscos montans i els herbassars subalpins. Està amenaçat per la caça i la depredació per gossos salvatges. El seu nom específic, istapantap, significa ‘dels cims’ en pidgin melanesi.